# Bramansko govedo
Braman je američka pasmina zebuinskog goveda. Ona je uzgajana u Sjedinjenim Državama od 1885. godine od kankrej goveda, poreklom iz Indije, uvoženih u različitim periodima iz Velike Britanije, Indije i Brazila; time su obuhvaćena krda gir, guzera, indu-brazilskog i ongolskog. Bramanska goveda imaju visoku toleranciju na toplotu, sunčevu svetlost i vlagu, i dobru otpornost na parazite. or resistance to illness. Ona su izvezena u mnoge zemlje, posebno u tropima; u Australiji je to najbrojnija pasmina goveda. Ona je korištena za stvaranje brojnih taurin-indisinskih hibrida, od kojih su neki - poput bramousina - uspostavljeni kao zasebne pasmine.:137

## Etimologija
Bramansko govedo je indijskog porekla i imenovano je po Bramanima (hinduističkim sveštenicima), koji su nazvani po hinduističkom božanstvu Brahmi. Mnogi hinduistički brahmani su vegetarijanci, koji smatraju goveda svetim, i stoga ih ne jedu.

## Uzgoj i upotreba
Američki braman prvi put je uzgajan početkom 1900-ih kao ukrštanje četiri različite pasmine indijskih goveda: gudžarat, ongol, gir i krišna vali. Originalna američka bramanska goveda su nastala iz jezgre od oko 266 bikova i 22 krave nekoliko sorti Bos indicus (goveda Indije) uvezenih u Sjedinjene Države između 1854. i 1926. godine.
Braman se koristi za mesnu industriju. Ova pasmina je ekstenzivno ukrštana sa Bos taurus taurus (Evropskim) pasminama goveda. Korištena je za razvoj brojnih drugih američkih pasmina goveda, uključujući brangus, bifmaster, simbrah i santa gertrudis.
Ova pasmina je takođe korištena kao bikovi za jahanje, a omiljena je zbog svoje poslušnosti, veličine i inteligencije.
Bramanska goveda su poznata po ekstremnoj toleranciji na vrućinu i rasprostranjena su u tropskim regionima. Ona su otporna na insekte zbog svoje debele kože. Bramanska stoka živi duže od mnogih drugih pasmina, često proizvode telad u uzrastu od 15 i više godina.
U Omanu i Fudžajri, bramanski bikovi se koriste u tradicionalnom sportu borbe bikova. Pri tome se dva bika upuštaju u besnu rundu udaranja glava. Prvi koji je sruši ili ustupio svoje područje smatra se gubitnikom. Bramanski bikovi koji se spremaju za ovaj sport se drže na posebnoj dijeti od mleka i meda radi sticanja vrhunske snage.

## Sjedinjene Države
Američko udruženje uzgajivača bramana osnovano je 1924. godine kao zvanični registar krda radi praćenja i verifikacije krvnih linija goveda. Sedište ove organizacije je u Hjustonu. Naziv „braman” kreirao je prvi sekretar Američkog udruženja uzgajivača bramana, Dž. V. Sartvel.

## Australija
Bramanska pasmina je izvršila veliki uticaj na tržište australijske govedine, posebno u severnim delovima Australije. Od uvođenja pasmine u Australiju, preko 50% goveđe populacije u Australiji je bramanska stoka, ili ukrštene pasmine. Ova pasmina je dobro prilagođena ne samo na visoke temperature, već i na hladnu klimu. Postoje uzgajivači bramanske pasmine od Viktorije sve do severnog Kvinslenda. Česta je zabluda da pasmini neće pogodovati hladna klima; brojni uzgajivači u Centralnoj Viktoriji uzgajaju ove životinje gde temperature mogu biti izuzetno hladne (ispod nule) i čak može biti snega u okolnim oblastima.
U Australiji je Australijsko udruženje uzgajivača bramana formalno telo koje vodi registar stoke i čiji su članovi uzgajivači koji žele da imaju registrovanu stoku. Međutim, postoji određeni broj ljudi koji uzgajaju „komercijalnu” stoku pri čemu oni nisu registrovani uzgajivači. Oni vrše uzgaj stoke za tržište goveđeg mesa i obično koriste rasplodne bikove za poboljšanje kvaliteta svoje stoke.

## Galerija
- Crvene bramanske krave
- Bramanski bikovi u ograđenom pašnjaku, Tiperari Stejšon, Severna Teritorija, Australija

## Literatura
- Pollan, Michael (2006). The Omnivores Dilemma. Penguin. ISBN 978-1-59420-082-3.
- „Beef Cattle: The codes of practice” (PDF). Agriculture Canada. Приступљено 6. 4. 2013.
- „5 Freedoms of Animal Welfare”. Canadian Federation of Humane Societies. Архивирано из оригинала 02. 02. 2018. г. Приступљено 1. 2. 2018.
- Linnaeus, C. (1758). „Bos indicus”. Systema naturae per regna tria naturae: secundum classes, ordines, genera, species, cum characteribus, differentiis, synonymis, locis (на језику: латински). 1 (Tenth reformed изд.). Holmiae: Laurentii Salvii. стр. 71.
- Clutton-Brock, J. (1999) [1987]. „Asiatic cattle”. A Natural History of Domesticated Mammals (Second изд.). Cambridge, UK: Cambridge University Press. стр. 85. ISBN 978-0-521-63495-3. OCLC 39786571.
- Gentry, A.; Clutton-Brock, J.; Groves, C.P. (2004). „The naming of wild animal species and their domestic derivatives”. Journal of Archaeological Science. 31 (5): 645—651. Bibcode:2004JArSc..31..645G. doi:10.1016/j.jas.2003.10.006.
- Groves, C.; Grubb, P. (2011). „Domestication”. Ungulate taxonomy. Baltimore: Johns Hopkins University Press. стр. 8—9. ISBN 9781421400938.
- Van Vuure, C. (2005). Retracing the Aurochs: History, Morphology and Ecology of an Extinct Wild Ox. Sofia: Pensoft Publishers. ISBN 978-954-642-235-4.
- Rangarajan, M. (2001). India's Wildlife History. Delhi, India: Permanent Black. стр. 4. ISBN 978-81-7824-140-1.
- Turvey, Samuel T.; Sathe, Vijay; Crees, Jennifer J.; Jukar, Advait M.; Chakraborty, Prateek; Lister, Adrian M. (јануар 2021). „Late Quaternary megafaunal extinctions in India: How much do we know?” (PDF). Quaternary Science Reviews. 252: 106740. Bibcode:2021QSRv..25206740T. doi:10.1016/j.quascirev.2020.106740.
- „Bos primigenius: Tikhonov, A.: The IUCN Red List of Threatened Species 2008: e.T136721A4332142” (на језику: енглески). International Union for Conservation of Nature. 30. 6. 2008. doi:10.2305/iucn.uk.2008.rlts.t136721a4332142.en.
- Pérez-Pardal, Lucía; Sánchez-Gracia, Alejandro; Álvarez, Isabel; Traoré, Amadou; Ferraz, J. Bento S.; Fernández, Iván; Costa, Vânia; Chen, Shanyuan; Tapio, Miika; Cantet, Rodolfo J. C.; Patel, Ajita; Meadow, Richard H.; Marshall, Fiona B.; Beja-Pereira, Albano; Goyache, Félix (2018-12-21). „Legacies of domestication, trade and herder mobility shape extant male zebu cattle diversity in South Asia and Africa”. Scientific Reports (на језику: енглески). 8 (1): 18027. Bibcode:2018NatSR...818027P. ISSN 2045-2322. PMC 6303292 . PMID 30575786. doi:10.1038/s41598-018-36444-7.
- Marshall, F (1989). „Rethinking the Role of Bos indicus in Sub-Sahara Africa”. Current Anthropology. 30 (2): 235—240. JSTOR 2743556. S2CID 143063029. doi:10.1086/203737.
- Pérez-Pardal, L.; Sánchez-Gracia, A.; Álvarez, I.; Traoré, A.; Ferraz, J.B.S.; Fernández, I.; Costa, V.; Chen, S.; Tapio, M.; Cantet, R.J.; Patel, A. (2018). „Legacies of domestication, trade and herder mobility shape extant male zebu cattle diversity in South Asia and Africa”. Scientific Reports. 8 (1): 18027. Bibcode:2018NatSR...818027P. JSTOR 18027. PMC 6303292 . PMID 30575786. doi:10.1038/s41598-018-36444-7.
- Porter, V. (1991). „Hariana — India: Haryana, eastern Punjab”. Cattle: A Handbook to the Breeds of the World. London: Helm. стр. 245. ISBN 0-8160-2640-8.
- Porter, V. (1991). „Rath — India: Alwar and eastern Rajasthan”. Cattle: A Handbook to the Breeds of the World. London: Helm. стр. 246. ISBN 0-8160-2640-8.
- Wilcox, R.W. (2004). „Zebu's Elbows: Cattle Breeding the Environment in Central Brazil, 1890-1960”.  Ур.: Brannstrom, C. Territories, commodities, and knowledges: Latin American Environmental History in the Nineteenth and Twentieth Centuries. London: Institute for the Study of the Americas. стр. 218–246. ISBN 9781900039574.
- Bhattacharya, S. 2003. Cattle ownership makes it a man's world Архивирано 7 октобар 2008 на сајту . Newscientist.com. Retrieved 26 December 2006.
- Cattle Today (CT). 2006. Website. Breeds of cattle. Cattle Today. Retrieved 26 December 2006
- Clay, J. (2004). World Agriculture and the Environment: A Commodity-by-Commodity Guide to Impacts and Practices. ISBN 1-55963-370-0.. Washington, DC: Island Press. .
- Clutton-Brock, J. (1999). A Natural History of Domesticated Mammals. ISBN 0-521-63495-4.. Cambridge: Cambridge University Press. .
- Huffman, B. 2006. The ultimate ungulate page. UltimateUngulate.com. Retrieved 26 December 2006.
- Invasive Species Specialist Group (ISSG). 2005. Bos taurus Архивирано 25 јун 2008 на сајту . Global Invasive Species Database.
- Johns, Catherine. (2011). Cattle: History, Myth, Art. London: The British Museum Press. ISBN 978-0-7141-5084-0.
- Nowak, R.M. and Paradiso, J.L. (1983). Walker's Mammals of the World. Baltimore, MD: The Johns Hopkins University Press. ISBN 0-8018-2525-3.
- Oklahoma State University (OSU). 2006. Breeds of Cattle. Retrieved 5 January 2007.
- Public Broadcasting Service (PBS). 2004. Holy cow Архивирано 13 октобар 2014 на сајту . PBS Nature. Retrieved 5 January 2007.
- Purdy, Herman R.; R. John Dawes; Dr. Robert Hough (2008). Breeds Of Cattle (2nd изд.).. – A visual textbook containing History/Origin, Phenotype & Statistics of 45 breeds.
- Rath, S. (1998). The Complete Cow. ISBN 0-89658-375-9.. Stillwater, MN: Voyageur Press. .

## Spoljašnje veze
- American Brahman Breeders Association
- Australian Brahman Breeders Association
- Brahman Cattle - Cattle.com
- Brahman Cattle Video - A Video on the American Brahman
- „Weird Cow Breeds: The American Brahman - The cow with the big long ears”. 27. 8. 2017. Архивирано из оригинала 23. 08. 2020. г. Приступљено 12. 07. 2020.